# Uniclypea deporai
Uniclypea deporai är en stekelart som beskrevs av Boucek 1988. Uniclypea deporai ingår i släktet Uniclypea och familjen puppglanssteklar.
Artens utbredningsområde är Vietnam. Inga underarter finns listade i Catalogue of Life.